# Вусенко Юлія Василівна
Юлія Василівна Вусенко (нар. 31 березня 1982, місто Луцьк Волинської області) — українська діячка, секретарка Луцької міської ради у 2015—2017 роках, т.в.о. Луцького міського голови. Кандидатка юридичних наук, доцент кафедри цивільно-правових дисциплін Східноєвропейського національного університету в Луцьку.

## Біографія
У 1999 році закінчила Луцьку загальноосвітню школу № 3 із золотою медаллю. У 1999 році була зарахована до Прикарпатського національного університету імені Василя Стефаника, як студентку юридичного факультету. У 2003 році отримала диплом бакалавра з відзнакою. У 2004 році успішно завершила навчання та отримала диплом магістра.
З 2004 року й понині викладає у Східноєвропейському національному університеті міста Луцька на юридичному факультеті. Свою викладацьку кар'єру розпочала з посади асистентки на кафедрі цивільного права і процесу (2004 рік), згодом — старшої викладачки (2005—2012 роки).
У 2007—2011 роках навчалася та успішно завершила аспірантуру Волинського національного університету імені Лесі Українки без відриву від виробництва. У 2009—2012 роках навчалася у Навчально-науковому центрі післядипломної освіти Волинського національного університету імені Лесі Українки. Закінчила економічний факультет і отримала диплом спеціаліста за спеціальністю «Фінанси».
У 2012 році захистила кандидатську дисертацію на тему «Правові відносини, що забезпечують функціонування індивідуальних трудових відносин» та отримала диплом кандидата юридичних наук в січні 2013 року.
З серпня 2013 року — доцент кафедри цивільноправовий дисциплін у Східноєвропейському національному університеті імені Лесі Українки на юридичному факультеті.
У жовтні 2015 року обрана депутатом Луцької міської ради VII скликання від Луцької міської партійної організації політичної партії «Об'єднання «Самопоміч». Координатор програм Волинського Обласного Благодійного Фонду «Карітас Волинь» та представник Благодійного фонду «Ефективне суспільство».
З 2015 по 2 березня 2017 року — секретарка Луцької міської ради. У лютому — березні 2017 року — т.в.о. Луцького міського голови. Поновилася на посаді секретарки міськради за рішенням суду, але 6 липня 2017 року, коли депутати Луцької міської ради виконали судове рішення, того ж дня вони повторно проголосували за її звільнення.
У жовтні 2020 року обрана депутатом Волинської обласної ради VIII скликання.
Членкиня ГО "Мережа захисту національних інтересів "АНТС".
Розлучена. Виховує двох дітей — Юстину та Тимофія.